# Anna Anthropy
Anna Anthropy é uma designer de jogos eletrônicos americana.
Em seus jogos, costuma abordar temas como gênero e sexualidade: em Dys4ia, explora a sua própria experiência de disforia de gênero e tratamentos à base de hormônios. Também criou Keep Me Occupied, um jogo colaborativo para ser usado pelos participantes do movimento Occupy durante os protestos realizados em Oakland, e Mighty Jill Off, com temática sadomasoquista lésbica, entre outros.

## Obras
- Afternoon in the House of Secrets
- And the Robot Horse You Rode In On
- Calamity Annie
- Dys4ia
- Encyclopedia Fuckme and the Case of the Vanishing Entree
- Gay Cats Go to the Weird Weird Woods
- The Hunt for the Gay Planet
- Keep Me Occupied
- Mighty Jill Off
- Ohmygod Are You Alright[4]
- Police Bear
- Pong Vaders (iTunes)
- Redder
- When Pigs Fly

## Livros
- 2012 - Rise of the Videogame Zinesters: How Freaks, Normals, Amateurs, Artists, Dreamers, Dropouts, Queers, Housewives, and People Like You Are Taking Back an Art Form - Seven Stories Press